# Altretamin
Altretamin ist der Freiname eines Zytostatikums [Handelsname: Hexalen® (USA)], bei dem es sich chemisch um Hexamethylmelamin handelt. Altretamin ist ein sechsfach methyliertes Derivat des Melamins und wird als Arzneistoff in der Behandlung von Ovarialkarzinomen verwendet.

## Verwendung als Medikament und Eigenschaften
Altretamin ist zur palliativen Behandlung von Patientinnen mit rezidiven (wiederkehrend) oder refraktären (nicht ansprechend) Ovarialkarzinomen (Eierstockkrebs) zugelassen.
Der genaue Wirkmechanismus von Altretamin ist noch weitgehend unbekannt. Es wird vermutet, dass die DNA- und RNA-Synthese im Zellkern gehemmt wird, beziehungsweise, dass durch die N-Demethylierung von Altretamin reaktive Zwischenprodukte entstehen, die kovalent an die DNA binden. Die kovalente Bindung führt wiederum zu einem DNA-Schaden.
Altretamin selbst ist ein Prodrug, das in der Leber durch oxidative N-Demethylierung zu den eigentlich wirksamen N-(Hydroxymethyl)melaminen verstoffwechselt wird. Der Wirkstoff wird – auch wegen seiner ausgesprochen schlechten Wasserlöslichkeit – oral eingenommen. Die schlechte Bioverfügbarkeit bei der oralen Aufnahme ist einer der wesentlichen Nachteile der Verbindung.
Altretamin wird üblicherweise in 14- bis 21-täglichen Zyklen mit 14- bis 21-tägigen Pausen zwischen den einzelnen Zyklen verabreicht. Die Nebenwirkungen bei der Einnahme sind im Wesentlichen: Appetitlosigkeit, Übelkeit und Erbrechen, sowie ein allgemeines Schwächegefühl.
Altretamin ist schwach mutagen.
Die Anwendung von Altretamin ist in den USA häufiger verbreitet als in Deutschland. In Deutschland, Österreich und der Schweiz und auch verschiedenen anderen europäischen Staaten sind Altretamin-haltige Fertigarzneimittel nicht bzw. nicht mehr im Markt. Altretamin ist in den USA als Arzneimittel für seltene Krankheiten (Orphan-Arzneimittel) ausgewiesen.